# Omphalea oppositifolia
Omphalea oppositifolia är en törelväxtart som först beskrevs av Carl Ludwig von Willdenow, och fick sitt nu gällande namn av L.J.Gillespie. Omphalea oppositifolia ingår i släktet Omphalea och familjen törelväxter. Inga underarter finns listade i Catalogue of Life.